# Willem Berkhoff

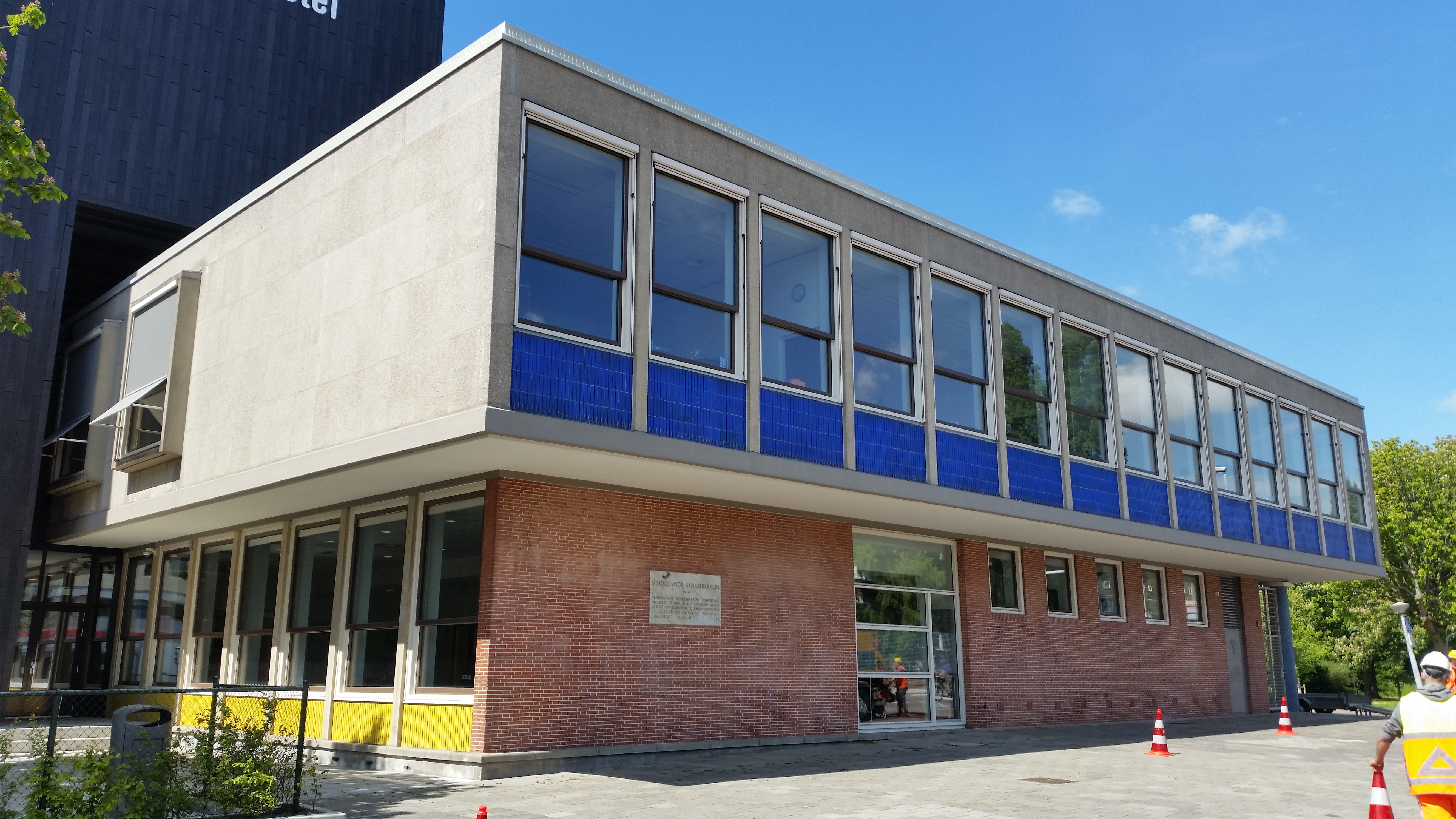
Schoolgebouw aan de Wibautstraat 220-222 (mei 2020)

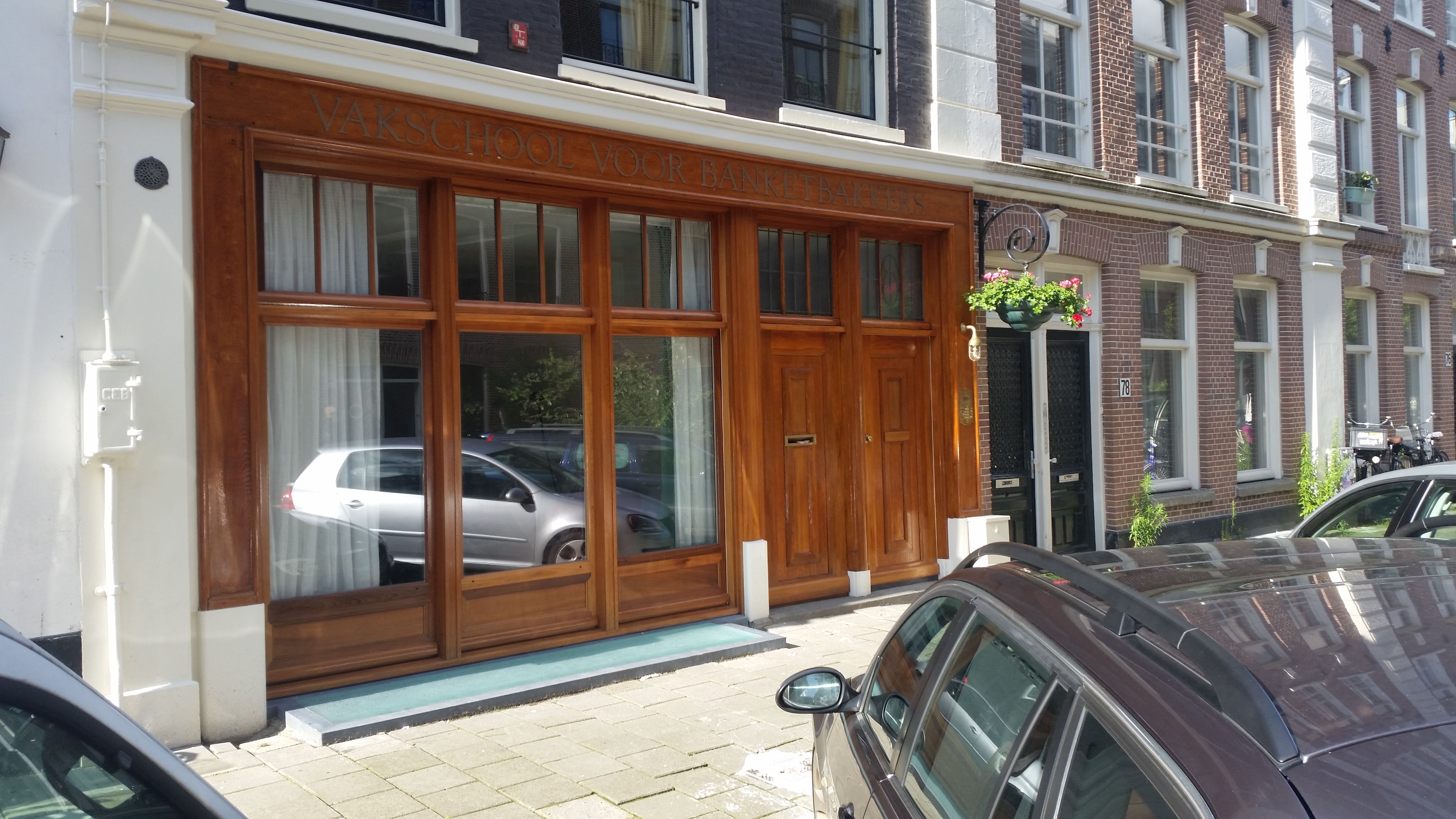
Quellijnstraat 80 heeft nog steeds de vermelding Vakschool (juli 2020)

Willem Berkhoff (Varsseveld, 12 juni 1863 – Amsterdam, 12 januari 1953) was banketbakker en eerste voorzitter van het hoofdbestuur van de in 1924 opgerichte eerste Nederlandse banketbakkersvakschool te Amsterdam, sinds 1956 “De Berkhoff” genaamd. Berkhoff verwierf bekendheid doordat hij in 1901 bij het huwelijk van Koningin Wilhelmina (1880-1962) en Prins Hendrik (1876-1934) een bruidstaart aanbood. Daarmee introduceerde hij de toen nog Engelse wedding cake-traditie in Nederland. Zijn “Banketbakkerij en Salon voor Ververschingen”, later “Berkhoff Patisserie Tearoom” in de Leidsestraat, was ruim vijfenzeventig jaar een begrip in Amsterdam en omstreken.

## Opleiding
Als zoon van Cornelis Berkhoff (1821-1913) en Harmina Kreeftenberg (1834–1913) kwam Berkhoff uit een familie van bakkers. Zijn vader, groot- en overgrootvader maakten, zoals toen gebruikelijk, naast brood, ook koek en gebak. Berkhoff besloot zich te specialiseren als banketbakker. Om het vak te leren liep hij vanaf 1879 stages bij gerenommeerde banketbakkers in Dresden, Zürich en Parijs. Hij rondde zijn opleiding af bij Gerstner in Wenen. De winkel gold als dé top onder de banketbakkers en was hofleverancier van het Keizerlijk Huis Habsburg.

## Eerste Constantijn Huygensstraat 104 en Leidsestraat 46
Na eerst nog enkele jaren als bediende in Amsterdam te hebben gewerkt, opende Berkhoff in 1893 een banketbakkerszaak in de Eerste Constantijn Huygensstraat 104. Als confiseur-cuisinier richtte Berkhoff zich op het meer verfijnde werk. Daarnaast verzorgde hij dejeuners, diners en soupers aan huis. Als zodanig verzorgde hij in 1908 een diner voor 450 personen in het Concertgebouw ten behoeve van het Internationaal Congres voor Vrouwenkiesrecht. In 1906 opende Berkhoff een tweede banketbakkerij aan de Leidsestraat 46. De bijbehorende “Salon voor Ververschingen” had internationale allure en werd vermaard onder de gegoede burgerij. De zaak werd in 1944 verkocht aan Kees Goetheer, die het tot 1985 voortzette onder de naam “Berkhoff Patisserie Tearoom”.

## Bruidstaart Koningin Wilhelmina

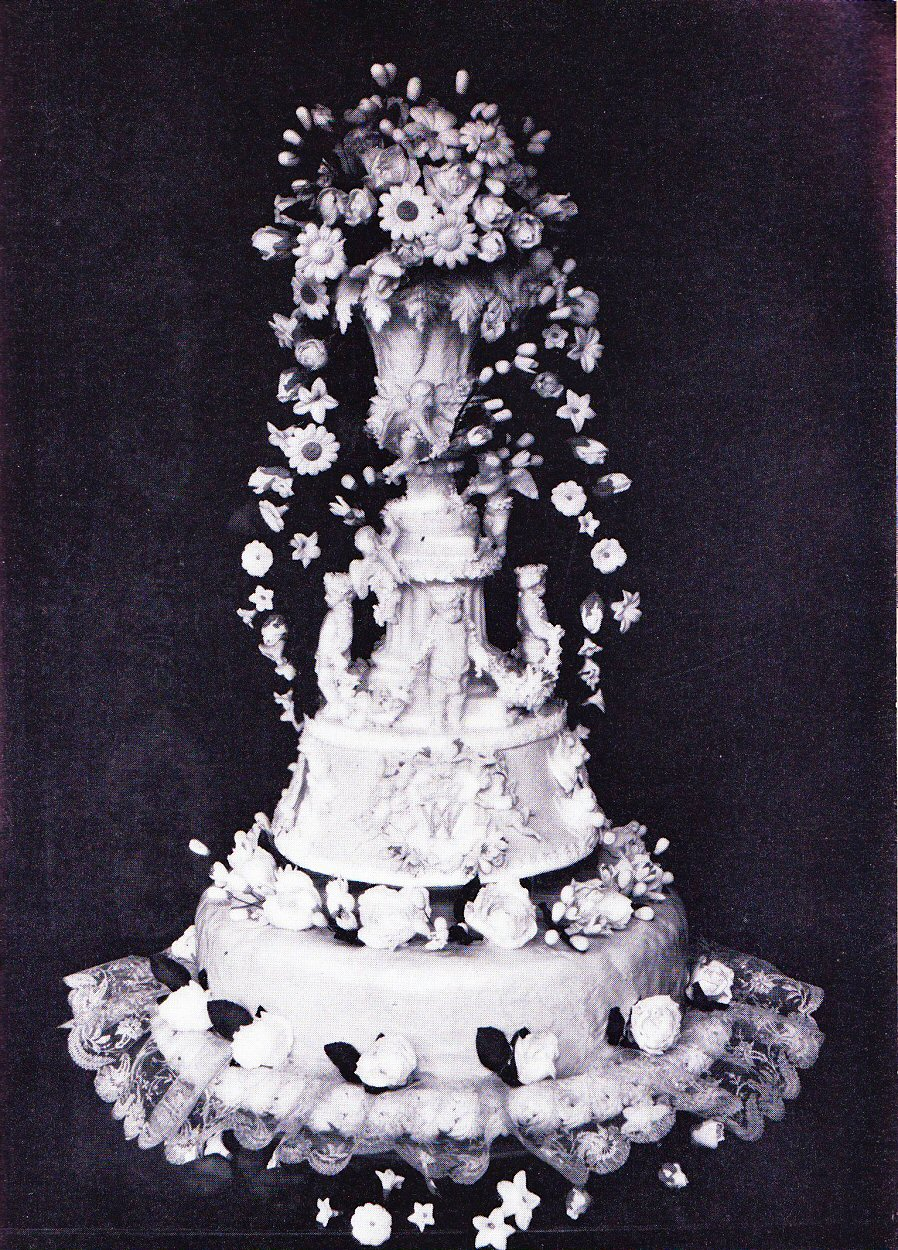
Bruidstaart gemaakt door Willem Berkhoff ter gelegenheid van het huwelijk van Koningin Wilhelmina en Prins Hendrik op 7 februari 1901.

Ter gelegenheid van het huwelijk van Koningin Wilhelmina (1880-1962) en Prins Hendrik (1876-1934) in 1901 nam Berkhoff het initiatief het Koninklijk bruidspaar een bruidstaart aan te bieden. In het Engeland van de tweede helft van de negentiende eeuw gold de royal wedding cake als het "vlaggenschip van de Engelse bankethandel", maar in Nederland was het gebruik onbekend. De aanbieding van de bruidstaart bracht Berkhoff en het banketbakkersvak bekendheid. De bruidstaart bij het huwelijk van Koningin Juliana en Prins Bernhard in 1937 zou gemaakt worden door J. Jongert, leraar aan de NBV vakschool “De Berkhoff”.

## NBV vakschool “De Berkhoff”
Als lid van de in 1885 in Amsterdam opgerichte Nederlandse Banketbakkers Vereniging (NBV), zette Berkhoff zich actief in om het tot dan toe ontbrekende georganiseerde banketbakkersvakonderwijs vorm te geven. Het in 1907 geïntroduceerde leerlingstelsel en examenregeling bleek na aanvankelijk succes niet te voldoen. Ondertussen was het ledental van de NBV landelijk dusdanig gegroeid, dat het verenigingsbestuur gesplitst werd in een hoofdbestuur en een afdeling Amsterdam, de laatste onder voorzitterschap van Berkhoff. Als zodanig werd hij de stuwende kracht achter de oprichting van een landelijke banketbakkers vakschool in Amsterdam, de eerste in zijn soort in Europa.
In 1924 opende, mede met Rijks- en gemeentesubsidie, de banketbakkersvakschool haar deuren aan de Quellijnstraat 80. In het speciaal voor het doel gebouwde schoolgebouw, werd naast theoretisch en praktisch onderwijs, lesgegeven in moderne talen, boekhouden, handelsrekenen, Nederlandse taal, schoonschrijven en sierkunsten. In de hoogste klassen werd verder nog onderwezen in warenkennis, wetskennis en bedrijfscontrole. In het schoolgebouw vond ook de historische collectie van de NBV onderdak, bestaande uit literatuur, kookboeken, menu’s en gereedschap.
Berkhoff zou van 1924 tot 1933 optreden als voorzitter van het vakschoolbestuur. Als eerbetoon werd de school na de verhuizing in 1956 naar de locatie aan de Wibautstraat 220-222 De Berkhoff genoemd (de school vertrok er rond 2015). Als voorzitter van het NBV hoofdbestuur (1927-1934) en redacteur van het vakblad De Banketbakkerij (1935-1942), zou Berkhoff nog lange tijd een belangrijke rol in de banketbakkerswereld vervullen. Als blijk van waardering voor zijn inspanningen om tot Europese samenwerking met vakgenoten te komen, werd hij door de Belgische en Franse zusterorganisaties tot erelid benoemd.

## Onderscheidingen
- Ridder Orde van Oranje-Nassau (1933)[2]